# Forcipomyia ostiola
Forcipomyia ostiola är en tvåvingeart som först beskrevs av Yu och Wirth 1997.  Forcipomyia ostiola ingår i släktet Forcipomyia och familjen svidknott.
Artens utbredningsområde är Filippinerna. Inga underarter finns listade i Catalogue of Life.